# Henri IV de Geroldseck
Henri IV de Geroldseck est un évêque de Strasbourg né vers 1220 et mort le 12 février 1273. Élu évêque de Strasbourg à l’unanimité en mars 1263 après la mort de Walter de Geroldseck, il a la tâche délicate de négocier la paix avec la ville de Strasbourg qui s’est rebellé en 1261 et a écrasé l’armée épiscopale en 1262 à la bataille de Hausbergen. Son épiscopat est marqué par une rupture forte avec la politique expansionniste de ses prédécesseurs. Toutefois, malgré ses volonté d’apaisement, les tensions restent vives avec les villes alsaciennes et Henri IV ne peut empêcher, malgré le recours à la force, que Mulhouse ne s’engage à son tour sur la voie de l’indépendance.

## Biographie
Henri de Geroldseck naît avant 1220 et est le troisième fils de Burchard de Geroldseck am Wasichen. Sa jeunesse est marquée par l’accumulation des bénéfices ecclésiastiques : chanoine de Strasbourg en 1235, de Spire en 1244 et de Bâle en 1248, puis à partir de cette même année chantre du chapitre de Strasbourg et prévôt de celui de Bamberg en 1259, sans compter curé de nombreuses paroisses. Toutefois, malgré le soutien du pape, il échoue dans un premier temps à obtenir un évêché.
Au sein du chapitre de Strasbourg, il est le principal opposant à la politique d’expansion des territoires de l’évêché. Il est ainsi le seul à voter contre l’élection du belliqueux Walter de Geroldseck en 1260, bien que ce dernier ait été son cousin, et à critiquer les mesures prises par ce dernier contre la ville de Strasbourg. Par conséquent, après la désastreuse défaite de Hausbergen en 1262 puis la mort de Walter de Geroldseck en 1263, il est élu à l’unanimité évêque de Strasbourg en mars 1263.
L’évêché étant toujours en guerre contre les Strasbourgeois, sa première tâche est de négocier la paix, ce qu’il ne parvient à faire le 21 avril 1263 qu’au prix d’importantes concessions. Celles-ci pavent la voie vers l’indépendance à la cité, même si les bourgeois continuent de lui prêter serment et que l’évêque conserve encore à cet instant quelques droits, notamment celui de nommer le schultheiss et le maître de la monnaie,. Par la suite, il s’efforce autant que possible de privilégier l’apaisement et l’approche pacifique dans ses relations avec ses voisins. Néanmoins, outre une expédition contre la ville de Seltz en 1268, il ne parvient pas à résoudre de manière diplomatique la crise entre l’évêché et la ville de Mulhouse.
En effet, outre Strasbourg, son prédécesseur avait également suscité une révolte à Mulhouse, dont Henri IV cherche à reprendre le contrôle. Les bourgeois refusant le retour de la tutelle épiscopale, il prononce d’abord l’interdit sur la ville en 1265, puis, en l’absence de résultat, il entreprend avec l’aide de l’évêque de Bâle de l’assiéger. Néanmoins, la situation des assiégeant se dégrade rapidement et Henri IV est contraint de lever le siège au bout de seulement six jours. Cet échec ouvre la voie à l’indépendance de la ville et à la création de la République de Mulhouse.
Sur le plan religieux, Henri IV de Geroldseck lutte contre les dérives au sein du clergé, notamment en renvoyant les prêtres qui ne respectent pas le vœu de célibat. Il entreprend également un important chantier de rénovation des hôpitaux.
Henri de Geroldseck meurt le 12 février 1273.